# Самозаймання

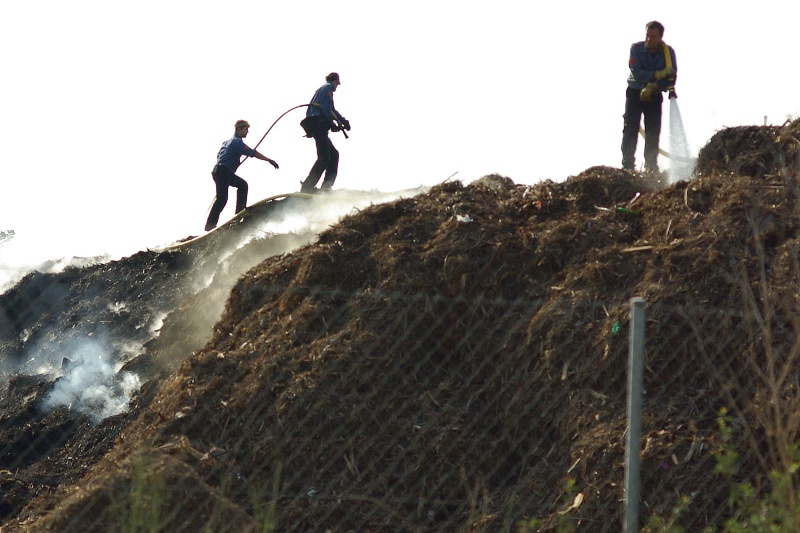
Самозаймання компосту.

Самозаймáння (рос. самовозгорание, англ. spontaneous ignition, spontaneous combustion; нім. Selbstentzündung) — явище різкого збільшення швидкості екзотермічних реакцій, які приводять до виникнення горіння речовини при відсутності запалювання.
Самозаймання — загоряння займистого матеріалу внаслідок окиснення його киснем повітря або за рахунок інших механізмів незалежно від припливу тепла ззовні. З гірських порід та корисних копалин самозаймаються буре й кам'яне вугілля, торф, сульфідні руди, вуглисті аргіліти, бітумінозні породи і т. ін. (найчастіше у вугільних шахтах).

## Види самозаймання
В залежності від причин самозаймання буває хімічним, тепловим, мікробіологічним.
Хімічне самозаймання виникає в результаті дії на речовину кисню повітря, води або взаємодії речовин. Наприклад, самозаймання забрудненого оливою ганчір'я, через окиснення олив повітрям з виділенням тепла, або під дією води на лужні метали займається водень.
Теплове — це самозаймання виникає внаслідок самонагрівання, яке виникло під дією зовнішнього нагріву речовини вище температури самонагрівання.
Мікробіологічне самозаймання виникає в органічних речовинах. При певній вологості і температурі в органічних речовинах, торфі, ініціюється життєдіяльність мікроорганізмів і утворюється павутинний гліт (грибок). При цьому підвищується температура і міняються форми мікроорганізмів, а при температурі 75 °C гинуть. Але при 60—70 °C проходить окиснення і обвуглення деяких легкозаймистих органічних сполук з утворенням дрібнопористого вугілля. Адсорбуючи кисень повітря це вугілля нагрівається до температури розпаду і активного окиснення органічних речовин, що і призводить до займання.